# 아리타 료
아리타 료(일본어: 有田 稜, 1999년 8월 28일~)는 일본의 축구 선수이다.

## 구단 경력
그는 2022년 J3리그의 이와키 FC에 입단했다. 2022년 리그 31경게 출전하여 17득점을 기록, 리그 최다 득점자, 리그 MVP. J3리그 우승으로 J2리그로 승격했다. 2024년까지 몬테디오 야마가타와 가고시마 유나이티드 FC에서 뛰었다. 2025년 레노파 야마구치 FC로 이적했다.